# Předtím a potom
Předtím a potom (v anglickém originále Before and After) je americký dramatický film z roku 1996. Režisérem filmu je Barbet Schroeder. Hlavní role ve filmu ztvárnili Meryl Streep, Liam Neeson, Edward Furlong, Julia Weldon a Alfred Molina.

## Obsazení
| Meryl Streep      | Carolyn Ryan   |
| Liam Neeson       | Ben Ryan       |
| Edward Furlong    | Jacob          |
| Julia Weldon      | Judith         |
| Alfred Molina     | Panos Demeris  |
| Daniel Von Bargen | Fran Conklin   |
| John Heard        | Wendell Bye    |
| Ann Magnuson      | Terry Taverner |